# Okruhla, Teceu
Okruhla (în ucraineană Округла) este un sat în comuna Lazî din raionul Teceu, regiunea Transcarpatia, Ucraina.

## Demografie
Componența lingvistică a localității Okruhla
     Ucraineană (96,86%)
     Maghiară (2,27%)
     Alte limbi (0,69%)
Conform recensământului din 2001, majoritatea populației localității Okruhla era vorbitoare de ucraineană (96,86%), existând în minoritate și vorbitori de maghiară (2,27%).